# سيباستيان جونكر
سيباستيان جونكر (بالإنجليزية: Sebastian Junger)‏، كاتب وصحفي أمريكي ولد عام 1962، تخرج من «أكاديمية كونكور» في عام 1980 وتسلم بكلوريوس في الآداب من علم الإنسان عام 1984.

## روايته
- العاصفة المثالية: قصة حقيقية لرجال ضد البحر. وهي أشهر روايته نشرها في عام 1997 وتحولت إلى فلم سينمائي تحت نفس الاسم.
- رواية موت في بيلموت
- رواية نار Fire: نشرت عام 2001

## روابط خارجية
- سيباستيان جونكر على موقع IMDb (الإنجليزية)
- سيباستيان جونكر على موقع ألو سيني (الفرنسية)
- سيباستيان جونكر على موقع ميوزك برينز (الإنجليزية)
- سيباستيان جونكر على موقع أول موفي (الإنجليزية)
- سيباستيان جونكر على موقع قاعدة بيانات الأفلام السويدية (السويدية)
- سيباستيان جونكر على موقع إن إن دي بي (الإنجليزية)
- سيباستيان جونكر على موقع قاعدة بيانات الفيلم (الإنجليزية)
- سيباستيان جونكر على موقع كينوبويسك (الروسية)
- موقع ويكابيديا الإنكليزي
- رواية العاصفة الكاملة